# 上村崇
上村 崇（かみむら たかし、1972年〈昭和47年〉6月1日 - ）は、日本の政治家。京都府京田辺市長（2期）。元京都府議会議員（3期）、元京田辺市議会議員（1期）。

## 来歴
京都府綴喜郡田辺町（現・京田辺市）生まれ。田辺町立大住小学校、田辺町立大住中学校、同志社香里高等学校卒業。1995年（平成7年）3月、同志社大学法学部政治科卒業。1998年（平成10年）3月、同大学院総合政策科学研究科修士課程修了。
1999年（平成11年）4月、京田辺市議会議員に初当選。2003年（平成15年）4月、京都府議会議員選挙に民主党公認で立候補し初当選。2011年（平成23年）に3選。
2015年（平成27年）4月26日執行の京田辺市長選挙に立候補するも、現職の石井明三に142票の僅差で敗れる。
※当日有権者数：50,971人 最終投票率：48.57%（前回比：pts）
| 候補者名 | 年齢 | 所属党派 | 新旧別 | 得票数   | 得票率 | 推薦・支持             |
| -------- | ---- | -------- | ------ | -------- | ------ | ---------------------- |
| 石井明三 | 67   | 無所属   | 現     | 10,799票 | 44.15% | （推薦）自民党・公明党 |
| 上村崇   | 42   | 無所属   | 新     | 10,657票 | 43.56% |                        |
| 大植登   | 67   | 無所属   | 新     | 3,006票  | 12.29% | （推薦）日本共産党     |

2019年（平成31年）4月21日執行の市長選に連合京都の支持を受けて立候補。自民党・公明党の推薦を受けた元府議の尾形賢を破り、初当選を果たした。4月30日、就任。
※当日有権者数：54,704人 最終投票率：53.64%（前回比：＋5.07pts）
| 候補者名 | 年齢 | 所属党派 | 新旧別 | 得票数   | 得票率 | 推薦・支持             |
| -------- | ---- | -------- | ------ | -------- | ------ | ---------------------- |
| 上村崇   | 46   | 無所属   | 新     | 15,233票 | 53.02% | （支持）連合京都       |
| 尾形賢   | 38   | 無所属   | 新     | 13,500票 | 46.98% | （推薦）自民党・公明党 |

2023年（令和5年）4月23日執行の市長選に自民・公明の推薦を受けて立候補。無投票で再選した。